# Jikradia zurquiensis
Jikradia zurquiensis är en insektsart som beskrevs av Carolina Godoy och Nielson 1998. Jikradia zurquiensis ingår i släktet Jikradia och familjen dvärgstritar. Inga underarter finns listade i Catalogue of Life.